# Delia Crovi Druetta
Delia María Crovi Druetta (Monte Maíz, 11 de mayo de 1947) es una profesora de la Facultad de Ciencias Políticas y Sociales de la Universidad Nacional Autónoma de México e investigadora nivel III en Comunicación y Estudios Latinoamericanos del Sistema Nacional de Investigadores.

## Educación
Crovi Druetta nació en Argentina. Recibió su licenciatura en Periodismo y Ciencias de la Información de la Universidad Católica Argentina de Rosario en 1971, seguida de una maestría en Comunicación y Desarrollo de la Universidad Iberoamericana en 1981 y una maestría en Ciencias de la Comunicación de la Universidad Nacional Autónoma de México en 1991. En 1995, recibió su doctorado en Estudios Latinoamericanos de la Universidad Nacional Autónoma de México.

## Principales aportaciones
En sus investigaciones ha abordado dos áreas: educomunicación y digitalización, así como las diversas articulaciones que se establecen entre las mismas.
Ha coordinado once obras colectivas y ha publicado numerosos capítulos en libros y memorias, así como artículos en revistas especializadas y medios digitales sobre temas de comunicación, educación y digitalización.
De 2014 a 2018 fue presidenta de la Asociación Latinoamericana de Investigadores de la comunicación. En la actualidad forma parte del Consejo consultivo de esta asociación académica.
Coordinó la obra Bitácora de viaje, investigación y formación de comunicólogos en América Latina, editada en México por el ILCE en 2007.
Coordinó el Programa de Investigación Social en Tecnologías de la Información del Macroproyecto: “Tecnologías para la universidad de la información y la computación”, Programa Transdisciplinario en Investigación y Desarrollo para Facultades y Escuelas de la UNAM.

## Carrera previa a la UNAM
Crovi Druetta ha trabajado en los medios de comunicación y la academia desde sus años de licenciatura. En la década de 1970, trabajó como periodista en los diarios Hoy y Noticias de Rosario y El Mundo de Buenos Aires, así como para estaciones de radio como LR5 Radio Nacional Rosario, LT8 Radio Rosario y Radio Cerealista y productora y presentadora para los canales 3 y 5 de Rosario y 9 de Buenos Aires. Después de mudarse a México, trabajó como guionista y productora de programas para la Secretaría de Educación Pública y continuó como periodista para publicaciones como la Revista Mexicana de Comunicación, Red, De par en par, y como colaboradora de la sección Pantalla Casera de La Jornada, hasta la década de 1990. En 1997, fue la presentadora de la serie Temas de Comunicación Educativa, que se transmitió por la red Edusat. Desde 1979 hasta 1996 trabajó como guionista de manera freelance de varias compañías productoras de videos.
Además, trabajó en distintas universidades, desde Argentina hasta México, comenzando con la Universidad Nacional de Rosario en 1971 y enseñando Comunicación en la Universidad Católica en 1972, luego pasando al Centro de Investigación en Comunicación Masiva en Buenos Aires en 1974. En 1977 se trasladó a la Universidad de Panamá, trabajando con el Grupo Experimental de Cine Universitario hasta 1979. En 1979, se mudó a México donde tomó un cargo en el Instituto Indigenista Interamericano. Para 1981 trabajaba como analista de comunicaciones en el Sistema Alimentario Mexicano del gobierno federal. En 1983, se incorporó a la Secretaría de Educación Pública, primero como especialista audiovisual y luego se convirtió en jefa del Departamento de Investigación y Evaluación en Comunicaciones Sociales y coordinadora de proyectos de investigación hacia 1985.

## UNAM
Desde 1979 hasta 2018, Crovi Druetta fue profesora e investigadora de la Facultad de Ciencias Políticas y Sociales de la Universidad Nacional Autónoma de México, e investigadora en el Centro de Estudios en Ciencias de la Comunicación.
Impartió clases de pregrado y posgrado en México, Argentina, Colombia, España, Nicaragua y Panamá, como así también para el Instituto Latinoamericano de la Comunicación Educativa.
Se ha especializado en la investigación de la digitalización, la información en la sociedad, la brecha tecnológica, las industrias culturales en México y en comunicación y educación. Además, ha dirigido numerosas disertaciones a nivel de maestría y doctorado y ha evaluado programas educativos virtuales y presenciales desde 2005.
Ha remarcado el impacto que la tecnología tuvo en la investigación de las comunicaciones, que ha llegado a desplazar el trabajo de investigación en otros aspectos y ha expresado que otros campos académicos no aprecian la importancia de la Comunicación.

## Reconocimientos
Desde la década de 1990, ha formado parte de varias coordinaciones y comités de organizaciones profesionales. Desde 1992 ha coordinado el grupo de trabajo de Comunicación y Educación de la Asociación Latinoamericana de Investigadores de la Comunicación (ALAIC), de la cual fue presidenta desde 2014 hasta 2018. Fue miembro del comité científico de la Asociación Mexicana de Investigadores de la Comunicación, directora científica de la Unión Latina de Economía y coordinadora de Política de la Información, la Comunicación y la Cultura.
En 2007, fue candidata al Premio Universidad Nacional en la categoría de Docencia en Ciencias Sociales.
Es miembro del Sistema Nacional de Investigadores, nivel III.

## Obras
Es autora de varios libros sobre comunicación y de artículos académicos. Su obra incluye:
- ¿Comunicación o tecnología educativa? (1985)
- Cambiar la perspectiva en la enseñanza de la comunicación (1989)
- Metodología para la producción y evaluación de materiales didácticos (1990)
- Ser joven a fin de siglo. Influencia de la televisión en las opiniones políticas de los jóvenes (1998)
- Tecnología satelital para la enseñanza (1998)
- La convergencia tecnológica en los escenarios laborales de la juventud (2001)
- Comunicación y educación: la perspectiva latinoamericana (2001)
- Sociedad de la información y el conocimiento: entre lo falaz y lo posible (2004)
- La sociedad de la información: una mirada desde la comunicación (2005)
- Periodismo digital en México (2007)
- Comunicación educativa y mediaciones tecnológicas. Hacia nuevos ambientes de aprendizaje (2007)
- Bitácora de viaje: investigación y formación de comunicólogos en América Latina (2007)
- Redes sociales: Análisis y aplicaciones (2009)
- Acceso, uso y apropiación de la TIC en comunidades académicas: diagnóstico en la UNAM (2009)
- La faena de lo incierto. Medios de comunicación y construcción social de la incertidumbre (2009)
- Edocomunicación: más allá del 2.0 (coautora, 2011)
- Industrias culturales en México (coordinadora, 2013)
- Jóvenes y aplicación tecnológica: la vida como hipertexto (2013)
- Prácticas comunicativas en entornos digitales (coordinadora, 2018)
- Para leer la apropiación cultural: una transformación de las prácticas culturales (2020)